# Calfvel (Brugge)
Het calfvel was een akte van de hertog van Bourgondië, Jan zonder Vrees, die afgekondigd werd na oproer in Brugge in 1409. Deze akte perkte de macht van de Brugse ambachten zeer sterk in. Het intrekken van het calfvel was een van de eisen van de Brugse opstand van 1436 tot 1438. Na de opstand werd het Calfvel opnieuw ingesteld, in zijn volledigheid.
Hoewel de akte op het eerste gezicht de ambachten een deel van hun vroegere politieke en militaire macht teruggaf, aangezien ze hun banieren terugkregen; stelt de akte daar zeer zware voorwaarden aan. Zo was het hen verboden deze te ontplooien zonder toestemming van de landsheer en van het Brugse stadsbestuur. Overtreders van dit gebod werden beschouwd als samenzweerders, waar de doodstraf op stond. Ook konden de ambachten opnieuw hun banier verliezen. Verder werd het mogelijk om goederen te confisqueren en mensen te verbannen uit Brugge zonder enige vorm van proces, wat inging tegen de aloude privileges van de stad. Het ambachtelijke maendgheld werd ook afgeschaft.